# Саша Питерс
Саша Ембет Питерс (енгл. Sasha Embeth Pieterse; Јоханезбург, 17. фебруар 1996) америчка је глумица и кантауторка кантри музике пореклом из Јужноафричке Републике. Најпознатија је по улози Алисон Дилорентис у телевизијској серији Слатке мале лажљивице.

## Биографија
Рођена је 17. фебруара 1996. у Јоханезбургу, у Јужноафричкој Републици. Када је имала пет година, са породицом се преселила у Сједињене Америчке Државе, најпре у Лас Вегас, а потом у Лос Анђелес. Оба њена родитеља су професионални плесачи. Школовала се код куће и матурирала је већ са четрнаест година.
Глумом је почела да се бави још као дете. Прву улогу остварила је у телевизијској серији Family Affair 2002. године. Након тога остварила је мање улоге у многобројним филмовима и серијама, као што су Звездана капија SG-1, Доктор Хаус, Предигра за брак, Истражитељи из Мајамија и Хероји. Од 2010. тумачи лик Алисон Дилорентис у ТВ серији Слатке мале лажљивице. Играла је и у филмовима Икс-људи: Прва класа и Скривена мана Пола Томаса Андерсона, за који је, заједно са естатком екипе филма, освојила специјалну награду „Роберт Алтман“ на 30. додели Награда Спирит.
Од 2013. године професионално се бави кантри музиком и од тада је објавила синглове „This Country Is Bad Ass“, „RPM“, „I Can't Fix You“ и „No“, који су били вуско пласирани на топ-листама у Бразилу и Француској.
У децембру 2015. верила се за Хадсона Шифера.

## Филмографија
| Улоге Саше Питерсе |                                         |               |                       |                          |
| Година             | Српски назив                            | Изворни назив | Улога                 | Напомена                 |
| 2002.              |                                         |               | Бафи Дејвис           | ТВ серија                |
| 2004.              | Звездана капија SG-1                    |               | Грејс                 | ТВ серија                |
| 2005.              | Авантуре Ајкула-дечака и Лава-девојчице |               | Мариса                |                          |
| 2005.              |                                         |               | Мили Роуз             | ТВ серија                |
| 2005.              | Доктор Хаус                             |               | Енди                  | ТВ серија                |
| 2007.              | Ваздух који дишем                       |               | Млада Сороу           |                          |
| 2007.              | Предигра за брак                        |               | Млада Аниша Карпентер |                          |
| 2007.              |                                         |               | Меги Бенјон           | ТВ филм                  |
| 2007.              | Истражитељи из Мајамија                 |               | Бет Бакли             | ТВ серија                |
| 2009.              | Без трага                               |               | Дафни Стивенс         | ТВ серија                |
| 2009.              |                                         |               | Аманда Стрезула       | Веб мини-серија          |
| 2009.              | Хероји                                  |               | Аманда Стрезула       | ТВ серија                |
| 2010.              | Слатке мале лажљивице                   |               | Алисон Дилорентис     | ТВ серија, 2010–тренутно |
| 2011.              | Медијум                                 |               | Млада Мери Дибуа      | ТВ серија                |
| 2011.              | Икс-људи: Прва класа                    |               | Тинејџерка            |                          |
| 2011.              | Лепотица и штребер                      |               | Ејми Лубалу           | ТВ филм                  |
| 2013.              |                                         |               | Фосет Брукс           |                          |
| 2014.              | Хаваји 5-0                              |               | Дон Хетфилд           | ТВ серија                |
| 2014.              | Скривена мана                           |               | Џапоника Финвеј       |                          |
| 2015.              |                                         |               | Арија                 |                          |

## Дискографија

### Синглови
| Сингл | Година | Позиције на листама | Позиције на листама |
| Сингл | Година | Бразил              | Француска           |
| ----- | ------ | ------------------- | ------------------- |
| „“    | 2013.  | —                   | —                   |
| „“    | 2013.  | 91                  | 91                  |
| „“    | 2013.  | 1                   | 4                   |
| „“    | 2013.  | —                   | —                   |